# Hans Alexander von Bosse
Hans Alexander von Bosse (* 13. März 1835 in Meißen; † 18. März 1898 in Bautzen) war ein deutscher Jurist und Politiker.

## Familie
Seine Familie stammt ursprünglich aus Westfalen. Der damalige Palastfourier Philipp Georg Bosse und der Auditeur im westfälischen Staatsrat Heinrich Bernhard Bosse wurden 1811 während der Napoleonischen Besatzung in den erblichen Ritterstand des Königreichs Westphalen erhoben.

## Leben
Er ist der Sohn des Alexander Leopold Moritz Eduard von Bosse (* 1800 in Cölln; † 27. September 1887 in Schandau) und dessen Ehefrau Emilie Josefine Louise von Falkenstein (* 25. Juni 1805; † 10. April 1869 in Schandau). Sein Vater war königlich-sächsischer Premierleutnant a. D. (außer Dienst) und Obersteuerkontrolleur in Schandau.
Bosse studierte nach dem Besuch der Fürstenschule St. Afra Rechtswissenschaften in Leipzig. Während seines Studiums wurde er 1853 Mitglied der Leipziger Burschenschaft Dresdensia. Nach Examen und Referendariat war er ab 1863 in der Kreisdirektion Zwickau beschäftigt. 1869 wurde er Regierungsassessor, 1870 Hilfsarbeiter im Innenministerium in Dresden, bevor er 1872 zum Regierungsrat (Amtsbezeichnung) ernannt wurde. 1874 wurde er Amtshauptmann in Dippoldiswalde, 1877 in Meißen. 1874 bis zu seinem Tod war er Abgeordneter der Zweiten Kammer des Sächsischen Landtags. 1877 wurde er Erster Rat der Kreishauptmannschaft Dresden, 1890 Vortragender Rat im Innenministerium und 1894 Vorstand der Abteilung 1. 1895 bis 1898 war er Kreishauptmann in Bautzen.

## Ehrungen
- 1884: Zivilverdienstorden, Ritterkreuz 1. Klasse
- 1894: Geheimer Rat
- 1895: Albrechts-Orden, Komturkreuz 2. Klasse, Verleihung durch den König von Sachsen persönlich
- 1896: Zivilverdienstorden, Komturkreuz 2. Klasse, Verleihung durch den König von Sachsen persönlich

## Westfälisches Wappen (1811)
In Blau eine aus dem rechten Schildesrand hervorgehende goldene Löwenpranke (ursprünglich eine schwarze, dem Dürfeld'schen Wappen entlehnte Bärenpranke), die einen oben mit drei goldenen Ähren besteckten beblätterten Eichenast hält. Französische Ritterkrone (von König Jerome verliehen); hinter dem schild zwei blanke silberne goldbegriffte gekreuzte Schwerter. - Text von Erich Kramer

## Veröffentlichungen (Auswahl)
- Berichte über die Verhandlungen des Landtags in der Leipziger Zeitung (ab 1868).
- Leitfaden für die Gemeindevorstände des Königreiches Sachsen. Leipzig 1874.
- Die Gemeindebesteuerung im Königreiche Sachsen. Leipzig 1890.
- Regulativ über das Meldewesen. Meißen 1895.